# Малки жени (филм, 1994)
Вижте пояснителната страница за други значения на Малки жени.
„Малки жени“ (на английски: Little Women) е филм от 1994 г., режисиран от Джилиан Армстронг. Сценарист на филма е Робин Суикорд, който създава сценария на основата на едноименния роман на Луиза Мей Олкът.   
Романът „Малки жени“ излиза на бял свят в периода между 1868 и 1869 година в два тома, като вторият том първоначално не е бил плануван. Луиза Мей пише продължението, носещо заглавието „Добри съпруги“ поради големият читателски интерес и препоръката на издателя историята на семейство Марч да бъде продължена. През 1880 г. двата тома са обединени в един под името „Малки жени“. В наши дни могат да се открият и поотделно.   
Филмовите адаптации от 1994 г. и от 2019 г. представят цялата история на семейство Марч, тъй като са базирани на обединеното издание.   
Филмът на Джилиан Армстронг получава одобрението на критиката и печели малко над 50 милиона долара. Филмът става изключително популярен по цял свят и получава три номинации за „Оскар“ – за най-добра актриса (Уинона Райдър в ролята на Джо Марч), най-добър дизайн на костюми и най-добра оригинална музика.     

## Сюжет
Олкът написва романа, като се вдъхновява от историята на собственото си семейство и от отношенията и любовта между нея и трите ѝ сестри. Филмът, подобно на книгата, представя света на четирите сестри Марч – Мег (Трини Алварадо), Джо (Уинона Райдър), Бет (Клеър Дейнс) и Ейми (Саманта Матис/Кирстен Дънст). Те живеят в своя скромен и уютен дом с майка си, г-жа Марч или Марми (Сюзън Сарандън), а баща им участва в Гражданската война в САЩ.  
В навечерието на Коледа семейството получава дългоочаквано писмо от г-н Марч. Липсата на подаръци е незначителна пред писмото от любимия съпруг и баща. На следващата сутрин четирите момичета решават да се откажат от част от коледната закуска, за да я дарят на бедстващо немско семейство – самотна майка с шест деца.  
Няколко дни по-късно двете по-големи сестри Мег и Джо отиват на танцова забава, където се запознават с Теодор Лорънс – Лори (Крисчън Бейл) – техен съсед. От този ден нататък Лори става техен близък приятел, а неговият дядо г-н Лорънс (Джон Невил) и учителят му г-н Брук (Ерик Столц) постепенно също стават близки на голямото семейство. Виждайки Мег за първи път, г-н Брук се влюбва в нея, а това не остава незабелязано. 
За нещастие един ден идва новината, че г-н Марч е ранен. Г-жа Марч успява бързо да организира пътуване до Вашингтон, а Джо продава косата си, за да помогне на семейството си в този тежък момент. Заедно с г-жа Марч заминава и г-н Брук, за да не бъде тя сама. 
Докато г-жа Марч отсъства, Бет решава да посети отново немското семейство, където се заразява от скарлатина. Тя боледува тежко, а Мег и Джо се опитват сами да се грижат за нея, за да не тревожат майка си. Двете сестри изпращат Ейми при леля Марч, за да не се зарази. За щастие г-жа Марч се връща от пътуването си до Вашингтон и успява да излекува Бет до Коледа.  
А тази Коледа е изпълнена със събития – г-н Лорънс подарява пианото на починалата си дъщеря на Бет, Мег приема предложението за брак на г-н Брук, а най-неочаквано в дома се завръща и г-н Марч.  
Тук филмът ни пренася четири години по-късно, представяйки ни различни събития. Първото е сватбата на Мег и г-н Брук – на празненството са всички близки и приятели на младоженците. Макар и да са минали четири години от боледуването на Бет, тя има крехко здраве и състоянието ѝ с всеки изминал ден се влошава.  
След като завършва колежа, Лори най-накрая се осмелява да признае чувствата си пред Джо, като я моли да замине с него за Лондон. Въпреки неговите очаквания, Джо отказва – тя го приема като приятел и брат. Джо изпитва вина от случилото се, а настроението ѝ се спада още повече, когато разбира, че леля Марч е избрала да вземе Ейми вместо нея за пътуването си в Европа. Джо е разочарована, тъй като дълго време е била компания на леля си, а усилията ѝ сякаш са били напразни. 
Разочарована от събитията, Джо решава да промени живота си, заминавайки за Ню Йорк, където работи и се опитва да пробие като писател. Там тя среща Фридрих Баер (Гейбриъл Бърн), немски професор, който я окуражава да пише от дъното на душата си, вместо да угажда на желанията на издателствата и масовата публика. 
В това време Ейми среща Лори в Европа. Тя вижда промяна в държанието и отношението му – той прахосва ценно време и пари, като бездейства. Ейми го упреква, че се опитва по всякакъв начин да стане част от семейството ѝ; Лори пък я жегва с думите, че тя иска да се омъжи за Фред Вон само заради парите му. По-късно Лори се е върнал в Лондон, където помага на дядо си във фирмата. Той изпраща писмо на Ейми, в което я моли да го чака.  
След като е разочарована от мнението на Фридрих за поредната написана от нея творба, Джо получава телеграма, че състоянието на Бет е много лошо. Тя бързо се завръща у дома, където заварва сестра си наистина много изтощена и слаба. Малко след завръщането на Джо у дома, Бет умира. Скръбта кара Джо да се затвори на тавана и да започне да пише за живота си. Изминават дни, а когато е готова с новата си творба, Джо я изпраща на Фридрих. 
Ейми е възпрепятствана да се прибере за погребението на сестра си, защото леля Марч е изключително слаба. Знаейки, че Лори е в Англия, Джо му изпраща писмо, в което го известява за смъртта на Бет и го моли да отиде при Ейми. По-късно Ейми се завръща в родния си дом с Лори, като съобщават на всички, че вече са съпрузи.  
Не след дълго леля Марч умира и за изненада на всички оставя огромната си къща като наследство на Джо. Тя не знае как би използвала къщата, тъй като е прекалено голяма и за поддържането ѝ ще бъде необходима прислуга, която Джо не може да си позволи. Затова решава да  превърне сградата в училище. 
Фридрих пристига в Конкорд, търсейки Джо. Той ѝ носи специален подарък – разпечатаните коректури на нейната книга. Пристигайки в дома на семейство Марч, Фридрих погрешно разбира, че Джо се е омъжила. Обезкуражен, той тръгва към влака, който ще го отведе на запад, за да преподава. Прибирайки се у дома, Джо вижда коректурите и хуква след Фридрих. Тя успява да го догони и да му обясни, че не тя, а Ейми е омъжена. Джо умолява Фридрих да остане, а той ѝ отправя предложение за брак, което тя с радост приема.  

#### Съпоставка с романа
Филмът на Джилиан Армстронг достоверно представя сюжета от романа на Луиза Мей Олкът, но все пак има разлики между книгата и продукцията.
Първото място, където се вижда разлика, е заминаването на Джо за Ню Йорк и по-точно – времето на заминаване. В книгата Джо заминава, за да преследва мечтите си и да работи, за да може финансово да помага на болната си сестра Бет. Едва когато се връща у дома, Лори ѝ предлага брак. Във филма ситуацията е представена по точно обратния начин – Лори предлага брак на Джо, тя отказва и решава да замине за Ню Йорк, за да преследва мечтите си и да се отдръпне от ситуацията. 
Следващият момент е романсът между Лори и Ейми. В книгата техните чувства назряват в продължение на няколко глави. Във филма обаче се създава впечатлението, че Лори просто иска да бъде част от семейство Марч, без значение за коя сестра ще се омъжи. По тази причина романсът между него и Ейми във филма изглежда до някаква степен изкуствен и прекалено мигновен, за да се претвори в брак по любов.

Във връзка с финала също има разлика – филмът завършва с Джо, която приема предложението за брак на Фридрих. В романа обаче финалът завършва със шестдесетият рожден ден на Марми и събирането на цялото семейство – г-н и г-жа Марч и трите момичета със съпрузите и децата си. 

## Актьорски състав
- Уинона Райдър в ролята на Джозефин "Джо " Марч – втора по старшинство сестра; амбициозна млада дама, копнееща да стане успешен писател.
- Трини Алварадо като Маргарет "Мег" Марч – най-голямата от четирите сестри. Тя се омъжва за г-н Брук (учителят на Лори) и ражда близнаците Деми и Дейзи. Мег има страхотни заложби като актриса, които тя не развива професионално.
- Кирстен Дънст и Саманта Матис като Ейми Марч, която е най-малката сестра. Това е роля, изиграна от две актриси – Кирстен Дънст представя малката Ейми в първата половина на филма, а Саманта Матис изобразява вече порасналата седемнадесетгодишна Ейми. Ейми обича да рисува и мечтае да стане велик художник.
- Клеър Дейнс в ролята на Елизабет "Бет" Марч. Тя е третата сестра в семейството. Подобно на сестрите си, тя също има свой талант – да свири на пиано. На четиринадесет се разболява от скарлатина, която отслабва здравето ѝ и на осемнадесетгодишна възраст умира.
- Крисчън Бейл в ролята на Теодор "Лори" Лорънс. Лори е съсед на семейство Марч и бързо става близък на четирите сестри. Той е най-добрият приятел на Джо в ранните години на тяхното познанство. По-късно ѝ предлага брак, който тя отказва. В крайна сметка той се жени за сестра ѝ Ейми.
- Гейбриъл Бърн като Фридрих Баер – немски философ, живеещ в Ню Йорк. Той се влюбва в Джо и се жени за нея.
- Ерик Столц в ролята на г-н Джон Брук, учител на Лори и съпруг на Мег.
- Джон Невил като г-н Джеймс Лорънс – дядото на Лори и съсед на семейство Марч.
- Мери Уикс в ролята на леля Джозефин Марч, която е богата, но стара и неомъжена. След смъртта ѝ Джо наследява голямото ѝ имение.
- Сюзън Сарандън в ролята на Абигейл „Марми“ Марч, майката на четирите сестри и съпруга на г-н Марч.
- Матю Уокър като Робърт Марч – бащата на сестрите Марч и съпруг на г-жа Марч.

## Награди и номинации
|                                                                  |                                                                               |                                                    |           |
| Награда                                                          | Категория                                                                     | Номиниран(и)                                       | Резултат  |
| Награди на филмовата академия на САЩ                             | Най-добра женска роля                                                         | Уинона Райдър                                      | номинация |
| Награди на филмовата академия на САЩ                             | Най-добър дизайн на костюми                                                   | Колийн Атууд                                       | номинация |
| Награди на филмовата академия на САЩ                             | Най-добра филмова музика                                                      | Томас Нюман                                        | номинация |
| Награда на БАФТА                                                 | Най-добър дизайн на костюми                                                   | Колийн Атууд                                       | номинация |
| Награди Artios                                                   | Изключително постижение в кастинга за игрален филм – драма                    | Кари Фрейзър и Шани Гинсбърг                       | номинация |
| Awards Circuit Community Awards                                  | Най-добра актриса в главна роля                                               | Уинона Райдър                                      | номинация |
| BMI филмови и телевизионни награди                               | Награда за филмова музика                                                     | Томас Нюман                                        | Спечелена |
| Награди на Бостънското общество на филмовите критици             | Най-добра актриса в поддържаща роля                                           | Кирстен Дънст                                      | Спечелена |
| Филмови награди на Британската академия                          | Най-добър дизайн на костюми                                                   | Колийн Атууд                                       | Номиниран |
| Награди на Чикагската асоциация на филмовите критици             | Най-добра актриса                                                             | Уинона Райдър                                      | Номиниран |
| Награди на Чикагската асоциация на филмовите критици             | Най-добра актриса в поддържаща роля                                           | Клеър Дейнс                                        | Номиниран |
| Награди на Чикагската асоциация на филмовите критици             | Най-обещаваща актриса                                                         | Клеър Дейнс                                        | Номиниран |
| Награди на Чикагската асоциация на филмовите критици             | Най-обещаваща актриса                                                         | Кирстен Дънст                                      | Спечелена |
| Награди Хлотрудис                                                | Най-добър филм                                                                | "Малки жени"                                       | Номиниран |
| Награди Хлотрудис                                                | Най-добра актриса                                                             | Уинона Райдър                                      | Номиниран |
| Награди Хлотрудис                                                | Най-добра актриса в поддържаща роля                                           | Кирстен Дънст                                      | Номиниран |
| Награди на Асоциацията на филмовите критици на Далас – Форт Уърт | Най-добра снимка                                                              | "Малки жени"                                       | Номиниран |
| Филмов фестивал на остров Фаро                                   | Най-добър филм                                                                | Джилиан Армстронг                                  | Номиниран |
| Филмов фестивал на остров Фаро                                   | Най-добра актриса                                                             | Уинона Райдър                                      | Спечелена |
| Награди на кръга на филмовите критици в Канзас Сити              | Най-добра актриса                                                             | Уинона Райдър                                      | Спечелена |
| Награди Movieguide                                               | Най-добър филм за семейства                                                   | "Малки жени"                                       | Спечелена |
| Сателитни награди                                                | Най-доброто класическо DVD                                                    | "Малки жени"                                       | Номиниран |
| Награди за сценаристи на USC                                     | Награди за сценаристи на USC                                                  | Робин Суикорд (сценарист), Луиза Мей Олкът (автор) | Номиниран |
| Награди на гилдията на американските писатели                    | Най-добър сценарий – въз основа на вече произведени или публикувани материали | Робин Суикорд                                      | Номиниран |
| Награди за млад артист                                           | Най-добър семеен филм – драма                                                 | "Малки жени"                                       | Номиниран |
| Награди за млад артист                                           | Най-добро изпълнение на млада актриса, участваща във филм                     | Клеър Дейнс                                        | Номиниран |
| Награди за млад артист                                           | Най-добро изпълнение на млада актриса, участваща във филм                     | Кирстен Дънст                                      | Спечелена |